# Gau-Heppenheim
Gau-Heppenheim település Németországban, Rajna-vidék-Pfalz tartományban. Lakosainak száma 569 fő (2023. december 31.).

## Népesség
A település népességének változása:
| Lakosok száma | 438  | 516  | 505  | 548  | 556  | 569  |
|               | 1975 | 2017 | 2019 | 2021 | 2022 | 2023 |